# Dryopteris stanley-walkeri
Dryopteris stanley-walkeri is een hypothetische soort uit het geslacht niervaren. De soort is belangrijk bij het bepalen van de afstamming van de polyploïde soorten in het genus. Ten onrechte wordt hij, met name in de Amerikaanse literatuur, vaak aangeduid met het synoniem Dryopteris "semicristata".

## Beschrijving (hypothetisch)
De beschrijving is door Fraser-Jenkins geconcludeerd uit de verschillen tussen soorten waar hij deel van uitmaakt (zie onder).
Wortelstok kort-kruipend met aan de met bleekbruine schubben bedekte, opgerichte top 1-6 tot 50 cm lange bladeren. Steriele bladeren  uitstaand en wat korter, vruchtbare bladeren opvallend rechtopstaand; bladsteel lang (tot evenlang als de bladschijf).
Bladeren dubbelgeveerd, lang driehoekig-lancetvormig, niet of nauwelijks beklierd. Pinnae tot 10 paar, smal driehoekig-lancetvormig, het breedst aan de basis, plots versmald aan de top, diep gelobd, tot gedeeld aan de basis met verlengde basiscopische pinnulen. Bladrand nauwelijks getand, behalve aan de top van de pinnulen.

## Habitat en voorkomen (hypothetisch)
Op zeer vochtige, open plaatsen aan de boomgrens (mogelijk 1800-2500m), gematigd of subtropisch-montaan Azië.

## Achtergrond
Uit het werk van Manton bleek dat uit het gedrag van de chromosomen in de meiose voorafgaand aan de spore-vorming bij polyploïden en hun hybrides aanwijzingen kunnen worden gevonden over de afstamming van de polyploïde soort. Voordat de chromosoomparen uiteen getrokken worden naar beide dochtercellen, rangschikken zij zich in het equatorvlak. Bij diploïde soorten liggen de homologe chromosomen in paren bijeen.
Bij autopolyploïden, ontstaan uit het verdubbelen van de chromosoomset van één soort, zijn er van elk chromosoom vier homologen in plaats van twee en zie je in deze fase van de meiose geen paren maar tetrades (clusters van vier chromosomen). Allopolyploïden zijn ontstaan uit een bastaard (hybride) tussen twee verschillende soorten, waardoor je niet meer dan twee homologen per chromosoom vindt.

### Kruisingen met allotetraploïde soorten
Bij een kruising van een alloploïde soort met een van zijn diploïde oudersoorten ontstaat een triploïde ((4+2)/2) bastaard met n univalenten (=losse, ongepaarde chromosomen) en n paren. Het gedrag van de chromosomen in deze kruising toont aan dat de gebruikte diploïde soort een van de oudersoorten van de alloploïde was.
Bij een kruising van de ene alloploïde soort met een andere, waarmee hij een diploïde oudersoort gemeen heeft ontstaat een tetraploïde ((4+4)/2) bastaard met 2n univalenten en n paren. Het gedrag van de chromosomen in deze kruising toont aan dat beide soorten een chromosoomset en dus een oudersoort gemeenschappelijk hebben.
Door kruisingsonderzoek en het gedrag van de chromosomen te bestuderen kan ontrafeld worden hoe polyploïde soorten uit de diploïde soorten zijn ontstaan.

## Afstamming van de smalle stekelvaren en de kamvaren
Een groot deel van de varenflora in de gematigde streken van het Noordelijk Halfrond bestaat uit allotetraploïde soorten. Na Manton is het ontrafelen van de afkomst van die soorten door verschillende andere onderzoekers opgepakt. Voor het geslacht Dryopteris heeft Stanley Walker een belangrijke rol gespeeld. Hij vond dat de smalle stekelvaren (Dryopteris carthusiana) was ontstaan uit een kruising tussen Dryopteris intermedia en een onbekende andere soort. Het genoom van deze onbekende soort vond hij ook in de kamvaren (Dryopteris cristatus) terug.

## Dryopteris "semicristata"
In een overzicht van de netwerkevolutie in Dryopteris in Noord-Amerika werd de werknaam Dryopteris "semicristata" geïntroduceerd om de onbekende soort aan te duiden waarvan het genoom zowel in de kamvaren als in de smalle stekelvaren voorkomt. Omdat de soort (nog) niet bekend was en mogelijk zelfs uitgestorven, koos Herb Wagner ervoor om geen formele naam te introduceren. De aanhalingstekens moeten duidelijk maken dat het hier slechts om een werknaam gaat. In 2001 concludeerde Fraser-Jenkins dat een soort ook beschreven mag worden op grond van alleen een afbeelding en een beschrijving en heeft alsnog een formele naam toegekend. Volgens de ICBN moet de ongeldige naam "semicristata" nu niet meer gebruikt worden, maar desondanks komt hij in recente literatuur nog regelmatig voor.

## Trivia
- In een lang betoog ter verantwoording van de keuze om een formele naam aan een hypothetische soort toe te kennen verzorgde Fraser-Jenkins en passant tevens de lectotypificatie van Nessiteras rhombopteryx Scott & Rines, het monster van Loch Ness.

... · 
D. aemula · 
D. affinis (glanzende geschubde mannetjesvaren) · 
D. aitoniana · 
D. azorica · 
D. borreri (matte geschubde mannetjesvaren) · 
D. cambrensis · 
D. carthusiana (smalle stekelvaren) · 
D. corleyi · 
D. cristata (kamvaren) · 
D. dilatata (brede stekelvaren) · 
D. erythrosora (herfstvaren) · 
D. expansa (tere stekelvaren) · 
D. filix-mas (mannetjesvaren) · 
D. guanchica · 
D. intermedia · 
D. maderensis · 
D. oligodonta · 
D. oreades · 
D. remota · 
D. rigida · 
D. stanley-walkeri · 
D. villarii · 
...